# Pałac Lucypera
Pałac Lucypera – opera Karola Kurpińskiego, w czterech aktach, do której libretto napisał Alojzy Żółkowski. Jej prapremiera miała miejsce w Warszawie 9 listopada 1811 roku.

## Osoby
- rycerz Lancelot – baryton
- Gaweł, jego giermek – bas
- Adelajda – sopran
- hrabia Magnus – baryton
- Habakuk – tenor
- Róża (Amanda) – sopran
- służebne, dworzanie, wieśniacy i wieśniaczki[1].

## Treść
Akcja rozgrywa się w średniowieczu. Dzielny i szlachetny rycerz Lancelot stawia czoła intrygom stryja jego świeżo poślubionej żony Adelajdy. Ów hrabia Magnus przy pomocy diabelskich mistyfikacji próbuje zburzyć miłość młodych małżonków. Po wielu perypetiach Lancelot nie daje się ani zastraszyć ani skusić do niewierności wobec małżonki.